# Martín Demichelis
Martín Gastón Demichelis (Justiniano Posse, 20 december 1980) is een voormalig Argentijns betaald voetballer. Hij debuteerde in 2005 in het Argentijns voetbalelftal. Sinds begin 2023 is hij hoofdtrainer van River Plate.

## Clubcarrière
Voor het seizoen 2003/04 nam FC Bayern München hem over van River Plate. In november 2005 debuteerde hij tegen Engeland in het Argentijns voetbalelftal, waarvoor hij sindsdien meer dan 25 interlands speelde.
Demichelis werd in zijn eerste twee jaar als prof met River Plate twee keer landskampioen, door zowel in 2002 als 2003 de Clausura (eerste seizoenshelft) te winnen. In zijn eerste jaar bij Bayern München zag hij de Duitse landstitel nog naar Werder Bremen gaan, maar met zijn tweede broodheer werd hij vervolgens in 2004/05, 2005/06, 2007/08 en 2009/10 kampioen. Hij bereikte met Bayern in 2009/10 ook voor het eerst de finale van de UEFA Champions League, maar daarin ging de overwinning naar Inter Milaan (2-0). In 2011 tekende hij een contract bij Málaga CF. In juli 2013 tekende hij bij Atlético Madrid. Dezelfde transferperiode vertrok hij nog naar Manchester City. Hierna vertrok hij naar Espanyol. Na een kort verblijf bij laatstgenoemde club vertrok Demichelis naar Málaga. Na negen competitieduels bij Málaga besloot hij zijn loopbaan als profvoetballer te beëindigen.

## Clubstatistieken
| Seizoen | Club              | Land                | Competitie       | Wed. | Goals |
| ------- | ----------------- | ------------------- | ---------------- | ---- | ----- |
| 2001/02 | River Plate       | Vlag van Argentinië | Primera División | 16   | 0     |
| 2002/03 | River Plate       | Vlag van Argentinië | Primera División | 35   | 1     |
| 2003/04 | FC Bayern München | Vlag van Duitsland  | Bundesliga       | 14   | 2     |
| 2004/05 | FC Bayern München | Vlag van Duitsland  | Bundesliga       | 23   | 0     |
| 2005/06 | FC Bayern München | Vlag van Duitsland  | Bundesliga       | 27   | 1     |
| 2006/07 | FC Bayern München | Vlag van Duitsland  | Bundesliga       | 26   | 3     |
| 2007/08 | FC Bayern München | Vlag van Duitsland  | Bundesliga       | 28   | 1     |
| 2008/09 | FC Bayern München | Vlag van Duitsland  | Bundesliga       | 29   | 4     |
| 2009/10 | FC Bayern München | Vlag van Duitsland  | Bundesliga       | 21   | 1     |
| 2010/11 | FC Bayern München | Vlag van Duitsland  | Bundesliga       | 6    | 1     |
| 2010/11 | Málaga CF         | Vlag van Spanje     | Primera Division | 18   | 1     |
| 2011/12 | Málaga CF         | Vlag van Spanje     | Primera Division | 35   | 2     |
| 2012/13 | Málaga CF         | Vlag van Spanje     | Primera Division | 23   | 3     |
| 2013/14 | Atlético Madrid   | Vlag van Spanje     | Primera Division | 0    | 0     |
| 2013/14 | Manchester City   | Vlag van Engeland   | Premier League   | 27   | 2     |
| 2014/15 | Manchester City   | Vlag van Engeland   | Premier League   | 31   | 1     |
| 2015/16 | Manchester City   | Vlag van Engeland   | Premier League   | 5    | 0     |
| 2016/17 | RCD Espanyol      | Vlag van Spanje     | Primera División | 2    | 0     |
| 2016/17 | Málaga CF         | Vlag van Spanje     | Primera División | 9    | 0     |
| Totaal  | Totaal            | Totaal              | Totaal           | 377  | 23    |

## Interlandcarrière
Demichelis debuteerde in 2005 in het Argentijnse nationale team, maar werd door toenmalig bondscoach José Pékerman niet meegenomen naar het WK 2006. Vier jaar later nam Diego Maradona hem wel mee naar het WK 2010 als een van zijn basisspelers. Demichelis maakte daar de openingsgoal in de met 2-0 gewonnen (derde) groepswedstrijd tegen Griekenland.

## Erelijst
| Competitie                          |             |                                    |             |             |
| Competitie                          | Aantal      | Jaren                              |             |             |
| River Plate                         | River Plate | River Plate                        | River Plate | River Plate |
| ----------------------------------- | ----------- | ---------------------------------- | ----------- | ----------- |
| Primera División (Winnaar Clausura) | 2x          | 2002, 2003                         |             |             |
| Bayern München                      |             |                                    |             |             |
| Kampioen Bundesliga                 | 4x          | 2004/05, 2005/06, 2007/08, 2009/10 |             |             |
| DFB-Pokal                           | 4x          | 2004/05, 2005/06, 2007/08, 2009/10 |             |             |
| Ligapokal                           | 2x          | 2004, 2007                         |             |             |
| Duitse supercup                     | 1x          | 2010                               |             |             |
| Manchester City                     |             |                                    |             |             |
| Kampioen Premier League             | 1x          | 2013/14                            |             |             |
| League Cup                          | 1x          | 2013/14                            |             |             |